# Bruno Stolle
Bruno Stolle, nemški častnik, vojaški pilot in letalski as, * 13. april 1915, Münster, Nemško cesarstvo, † 22. januar 2004, Rheinbach, Nemčija.

## Življenjepis
Bruno Stolle je bil pred drugo svetovno vojno inštruktor za slepo letenje pri I./LG 1, ob izbruhu sovražnosti pa je bil premeščen k 3./JG 51. 15. marca 1940 je bil spet premeščen, tokrat k 8./JG 2, s katero je sodeloval v bitki za Francijo. Svojo prvo zračno zmago je dosegel med bitko za Britanijo, ko je 11. avgusta 1940 sestrelil dva britanska lovca. 
Stolle je bil 7. septemra 1940 imenovan za Staffelkapitäna 8./JG 2, do takrat pa je sestrelil tri sovražna letala. Leta 1941 je k tem trem zmagam dodal še 11 sestreljenih lovcev Supermarine Spitfire in en bombnik Bristol Blenheim. 12. septembra 1941 je bil Bruno Stolle odlikovan z Ehrenpokalom, 29. oktobra 1942 pa še z Nemškim križem v zlatu. 17. marca 1943 je za doseženih 32 zračnih zmag prejel Viteški križ železnega križa. 
1. julija 1943 je postal Gruppenkommandeur III./JG 2, to enoto pa je vodil do 7. decembra 1943, ko ga je nasledil stotnik Herbert Huppertz. Februarja 1944 je bil Stolle premeščen v Schiessschule der Luftwaffe v Vaerlöse na Danskem, kjer je do julija 1944 opravljal delo inštruktorja. Sredi avgusta 1944 je bil premeščen k Erprobungskommando Ta 152 v Rechlin. Od oktobra do 25. novembra 1944 je bil Gruppenkomandeur I./JG 11, nato pa se je vrnil nazaj v EKdo Ta 152.
Bruno Stolle je med drugo svetovno vojno sodeloval na 271 bojnih nalogah in pri tem sestrelil 35 sovražnih letal, vse na zahodni fronti. Med njegovimi žrtvami je bilo 19 britanskih lovcev Spitfire. 

## Odlikovanja
- Železni križec 2. in 1. razreda
- Ehrenpokal der Luftwaffe (12. september 1941)
- Nemški križ v zlatu (29. oktober 1942)
- Viteški križ železnega križca (17. marec 1943)